# Смелое (Деснянский сельский совет)
Смелое (укр. Сміле) — село в Коропском районе Черниговской области Украины. Население — 23 человека. Расположено на реке Головесня.
Код КОАТУУ: 7422288602. Почтовый индекс: 16212. Телефонный код: +380 4656.

## Власть
Орган местного самоуправления — Деснянский сельский совет. Почтовый адрес: 16212, Черниговская обл., Коропский р-н, с. Деснянское, ул. Свердлова, 71.